# 宗形鳥麿
宗形 鳥麿（むなかた の とりまろ、生没年不詳）は、奈良時代の宗像地方（現在の福岡県宗像市）の豪族。姓は朝臣。宗形は「宗像」「胸形」「胸方」「胸肩」とも表記する。官位は外従五位上・宗形郡大領。

## 経歴
神亀6年（729年、この年の8月に天平と改元）4月、宗形郡大領の時、宗像の神に仕えることを奏上し、外従七位上から外従五位下に昇叙される。天平10年（738年）2月、宗像神社の神主として外従五位上。